# Sedum nussbaumerianum
Sedum nussbaumerianum là một loài thực vật có hoa trong họ Crassulaceae. Loài này được Bitter miêu tả khoa học đầu tiên năm 1923.